# 瑞美谷兰
瑞美谷兰（INN：remeglurant；开发代号：MRZ-8456）是一种选择性mGlu5受体拮抗剂的药物。Merz制药正在开发它用于治疗药物引起的运动障碍，但至少自2016年以来尚未有任何开发报道。